# Oceania Próxima
Oceania Próxima (em inglês Near Oceania) é um novo conceito biogeográfico utilizado para designar a parte de Oceania que cobre a ilha de Nova Guiné e os arquipélagos que a rodeiam, como o de Bismarck e o das Ilhas Salomão Segundo esta terminologia, o resto de Oceania denomina-se Oceania Longínqua. Esta nova divisão substituiria a divisão tradicional de Oceania - Melanésia, Micronésia e Polinésia - estabelecida pelo navegador francês Jules Dumont d'Urville por volta de 1830.

## História do termo
Os termos Oceania Próxima e Oceania Longínqua foram cinhados em 1973 pelo linguista Andrew Pawley da Australian National University, à raiz de suas investigações sobre as línguas e as culturas papúas e austronesias. Seus trabalhos foram corroborados e ampliados pelo arqueólogo Roger Curtis Green, da Universidade de Auckland (Nova Zelândia), que realizou numerosas escavações na Oceania Próxima desde os anos 1960 e adotou essa subdivisão em 1991. Esta concepção de Oceania viu-se apoiada por outras investigações nos campos da botânica, zoologia, antropologia e biogeografia.
A comunidade científica internacional tende na atualidade a adotar os conceitos de Oceania Próxima e Longínqua, que definem regiões cuja identidade se baseia no estudo das migrações humanas, da fauna e da flora desde a época pré-histórica. Os termos Melanésia, Micronésia e Polinésia, de uso muito estendido tanto entre os povos locais como internacionalmente, ficariam como uma mera indicação geográfica.